# Impossible Mission II
Impossible Mission II è un videogioco pubblicato da Epyx nel 1988 per Amiga, Amstrad CPC, Apple II, Apple IIGS, Atari ST, Commodore 64, Enterprise, MS-DOS, NES e ZX Spectrum, seguito di Impossible Mission, del quale mantiene la stessa meccanica di gioco di base. In seguito è stato distribuito anche da Virtual Console e incluso nella console C64 Direct-to-TV.

## Trama
Come nel primo titolo, il giocatore controlla un agente speciale dell'antiterrorismo che si infiltra nella fortezza automatizzata del genio del male prof. Elvin Atombender per neutralizzarlo. Questa volta la fortezza è un enorme complesso di nove torri situato a Los Angeles e Atombender si nasconde nell'attico della torre centrale. Ci sono 8 ore di tempo reale per raggiungerlo prima che riesca a lanciare dei missili per devastare il mondo. L'agente, evitando i robot di guardia, deve recuperare i componenti dei codici numerici necessari per accedere alle varie torri, e del codice musicale necessario per accedere alla torre finale.

## Modalità di gioco
La meccanica di gioco è praticamente la stessa di Impossible Mission, ma in questo caso ciascuna torre è composta da stanze allineate verticalmente; il giocatore comincia in una torre a caso e come obiettivo immediato, cercando nel mobilio (che come tematica varia in base alla torre), deve trovare le cifre che compongono i codici per accedere alle torri adiacenti. Inoltre in ogni torre c'è una cassaforte, da aprire con l'esplosivo, per ottenere una parte del codice musicale finale.
Le stanze, oltre ad essere arricchite graficamente, sono ancora più intricate rispetto al primo titolo, comprendendo anche muri verticali e piattaforme mobili orizzontali. I tipi di robot che si possono incontrare salgono a 6, ma aumentano anche i tipi di bonus attivabili tramite i computer, tra i quali la possibilità di posizionare mine per distruggere i robot e bombe a orologeria per far saltare le casseforti.